# Hexenjunge
Hexenjunge (Originaltitel Visgossens bror) ist ein 1997 vom schwedischen Autor Bo R. Holmberg verfasstes Jugendbuch und handelt von den sogenannten Hexenjungen, die im Schweden des 17. Jahrhunderts Hexen an den „Zeichen des Teufels“ erkannt haben sollen. Die Handlung spielt in der nordschwedischen Landschaft Ångermanland.

## Inhalt
Schweden im 17. Jahrhundert: Zahlreiche Frauen werden der Teufelsbuhlschaft verdächtigt, geköpft und verbrannt. Sogenannte Hexenjungen glauben auf den Stirnen der Opfer den Biss des Teufels, das stigma diaboli zu erkennen. 
Der junge Olof ist auf der Suche nach seinem schon über ein Jahr von ihm getrennten, älteren Bruder, Johan. Als die beiden sich wiederbegegnen, erfährt Olof, dass Johan inzwischen als Hexenjunge tätig ist und auf der Stirn von Personen das Teufelsmal erkennen kann. Damit zieht er von Kirche zu Kirche und verdient mit seinen Diensten gutes Geld, von dem die beiden Brüder leben können. Johan glaubt, dass sein jüngerer Bruder ebenso wie er diese besondere Gabe besitzt und will ihm helfen, diese zu erwecken und fortan zu nutzen. Olof muss sich jedoch eingestehen, dass er nicht in der Lage ist, verdächtige Zeichen bei in Frage kommenden Personen auszumachen. Als Olof sich bei einer Kirche ebenso an der Erkennung von Teufelsdienern beteiligen soll, bezichtigt er unwissentlich die Frau des Pfarrers. Entsetzt darüber, vor allem, da er sich nicht einmal sicher war, wirklich ein Zeichen auf deren Stirn gesehen zu haben, flieht er sogleich und wird erneut von seinem Bruder getrennt. 
Etwas abgelegen baut Olof sich in einer kleinen Stadt eine neue Existenz auf. Dort hofft er auch, seine Mutter, die laut Aussage Johans, wegen Ehebruchs ins Gefängnis gebracht worden ist, zu finden, jedoch ohne Erfolg. Als Olof erfährt, dass inzwischen erkannt wurde, dass die Aussagen der Hexenjungen reine Willkür waren, sorgt er sich um seinen Bruder und beschließt, diesen zu suchen. 
Ein Pfarrer, der sehr betroffen von seinem Vertrauen in die Jungen war, verrät ihm, dass Johan sich in einer abgelegenen Waldhütte versteckt hält. Olof findet Johan dort halb verhungert, gibt ihm Nahrung und will ihn in Sicherheit bringen, da einige Bürger der Region, die durch die Beschuldigungen Angehörige verloren haben, nun auf der Suche nach den Hexenjungen sind, um sich an diesen zu rächen. 
Als Olof, der schon länger Zweifel hatte, seinen Bruder unmittelbar fragt, ob dieser wirklich die Male bei den Beschuldigten gesehen habe, bricht dieser in Tränen aus und gesteht, dass er lediglich dachte, irgendetwas gesehen zu haben. Ebenfalls gesteht er Olof, dass ihre Mutter längst nicht mehr am Leben sei: Er selbst habe gesehen, wie sie gehängt wurde, was so schlimm war, dass er es Olof nicht sagen wollte. Olof lässt Johan kurze Zeit an einer Stelle im Wald zurück, um Nahrung für sie beide zu suchen. Als er wieder zurückkehrt, findet er seinen Bruder jedoch ermordet und die Leiche geschändet vor.

## Trivia
Holmbergs Roman Hexenjunge ist aber nicht mit dem schwedischen Roman gleichen Titels zu verwechseln, der von Maj Bylock verfasst wurde.